# گارد دو بوردون
گارد دو بوردون (به لاتین: Garde de Bordon) یک کوه در سوئیس است که در کانتون وله واقع شده‌است. گارد دو بوردون ۳٬۳۱۰ متر بالاتر از سطح دریا واقع شده‌است.